# Adelheid av Hohenlohe-Langenburg
Prinsessan Adelheid Viktoria Amalie Luise Maria Konstanze av Hohenlohe-Langenburg, född 20 juli 1835 i Langenburg och död 25 januari 1900 i Dresden, var en tysk prinsessan av huset Hohenlohe-Langenburg.

## Biografi
Dotter till furst Ernst av Hohenlohe-Langenburg och den brittiska drottning Viktorias halvsyster prinsessan Feodora av Leiningen.
Gift 11 september 1856 med hertig Frederik av Augustenburg (1829-1880).

## Barn
- Auguste Viktoria av Schleswig-Holstein-Sonderburg-Augustenburg (1858-1921) kejsarinna av Tyskland
- Karolina Matilda av Holstein-Augustenburg (1860-1932), mormors mor till Carl XVI Gustaf
- Ernst Günther av Holstein-Augustenburg, (1863-1921), gift med Dorothea av Sachsen-Coburg-Gotha
- Luise av Schleswig-Holstein-Sonderburg-Augustenburg (1866-1952), 1886 gift med prins Fredrik Leopold av Preussen
- Feodora Adelheid (1874-1910), ogift